# 米国物理探査学会
米国物理探査学会（べいこくぶつりたんさがっかい、英語：The Society of Exploration Geophysicists、略称：SEG）は、米国における地球物理学、特に物理探査工学に関する科学技術交流および教育の普及、支援を行う非営利団体。